# Pietro Salvatore Colombo
Pietro Salvatore Colombo (Carate Brianza, 22 ottobre 1922 – Mogadiscio, 9 luglio 1989) è stato un vescovo cattolico italiano.

## Biografia
Nacque a Carate Brianza, nell'arcidiocesi di Milano, il 28 ottobre 1922, figlio di Luigi Colombo e Ernesta Luigia Farina (26 novembre 1877 - 20 dicembre 1944).

### Formazione e ministero sacerdotale
Entrò nel noviziato dell'Ordine dei frati minori, dove prese il nome di Salvatore, emise la professione solenne il 20 agosto 1944, compì gli studi teologici presso l'Ateneo Antoniano di Milano, città dove venne ordinato sacerdote, in Duomo, il 6 aprile 1946, dal cardinale arcivescovo, il benedettino Alfredo Ildefonso Schuster.
Giunto in Somalia il 30 marzo 1947, vi rimase ininterrottamente per 42 anni, fino alla morte violenta.
Lavorò in vari centri missionari del Paese, finché, nel 1954, il vicario apostolico di Mogadiscio, Francesco Venanzio Filippini lo nominò suo vicario generale, carica che conservò poi anche con il nuovo ordinario, Antonio Silvio Zocchetta.

### Ministero episcopale
Dopo due anni di sede vacante, seguiti alla prematura morte di quest'ultimo vescovo, papa Paolo VI, il 20 novembre 1975, con la costituzione apostolica "Ex quo Dei", elevò il vicariato apostolico di Mogadiscio a diocesi e contestualmente lo elesse suo primo vescovo.
L'ordinazione episcopale gli venne conferita, nella cittadina natale di Carate Brianza, il 16 marzo 1976, dal cardinale Giovanni Colombo, arcivescovo di Milano, avendo per co-consacranti il francescano Guido Attilio Previtali, vescovo titolare di Sozusa di Libia, vicario apostolico di Tripoli ed amministratore apostolico della prefettura apostolica di Misurata in Libia, e il cappuccino Adolfo Luigi Bossi, vescovo titolare di Parnasso, vescovo prelato di São José do Grajaú in Brasile.
Godette della stima sia dei cristiani sia dei non-cattolici, sia musulmani osservanti che laici, inoltre venne conosciuto per il pragmatismo con cui si assicurò che i progetti di sostegno finanziati dai paesi occidentali potessero funzionare anche dopo il ritorno nei propri paesi di origine degli operatori stranieri.

### Morte
La sera di domenica 9 luglio 1989 venne ucciso, con un solo colpo di pistola al cuore, all'esterno nella sua cattedrale da un assassino rimasto sconosciuto.
Il presidente della Somalia Mohammed Siad Barre, il cui governo non tollerava proselitismo religioso, ma apprezzava moltissimo l'aiuto umanitario erogato dalla Chiesa cattolica, incolpò dell'assassinio i gruppi islamici radicali ed offrì una taglia per scoprire i colpevoli ma molti credettero che proprio lui avesse ordinato l'omicidio o perché il vescovo ne aveva criticato il regime e avere un pretesto per militarizzare ulteriormente lo stato e chiedere altri fondi ai governi occidentali, o perché il vescovo aveva aiutato un clan avverso a Siad Barre. Ancora oggi si discute su chi fosse il vero assassino ed il mandante: l'omicidio segnò un punto di svolta nei rapporti fra esponenti laici e sostenitori dell'islamizzazione in Somalia in seguito ai duri provvedimenti presi dal governo in risposta all'omicidio.
Le esequie si svolsero nella cattedrale, il successivo 15 luglio, di notte, nel massimo segreto, alla presenza dei frati della missione e di poche altre persone e vennero presiedute da Luis Robles Díaz, nunzio apostolico in Sudan e delegato apostolico per la Regione del Mar Rosso, giunto da Khartoum. Dopo le esequie venne sepolto nella cattedrale accanto alle tombe dei vescovi Antonio Silvio Zocchetta (1920-1973), Francesco Fulgenzio Lazzati (1882-1932), suoi predecessori, e Bernardino Vitale Bigi (1884-1930), vescovo titolare di Antedone, vicario apostolico della Cirenaica, in Libia, tutti appartenenti all'Ordine dei frati minori. Due anni dopo la chiesa venne saccheggiata e distrutta, le tombe dei vescovi scoperchiate e i resti dispersi.
Nell'agosto del 1993 Giorgio Bertin, amministratore apostolico di Mogadiscio (che già alla fine del 1991 aveva appurato di persona la distruzione della cattedrale e degli edifici annessi) con l'aiuto dei paracadutisti italiani della forza multinazionale di pace UNOSOM II e del loro cappellano, raccolse le poche ossa rinvenute che vennero poste in quattro cassette e trasferite in Italia, dove vennero conservate provvisoriamente nel deposito di un cimitero. Il 12 novembre 1997 i resti dei quattro vescovi francescani vennero inumati nel santuario di Sant'Antonio di Padova a Milano.
Nessun vescovo è stato chiamato a succedere a Salvatore Colombo: Giovanni Paolo II, il 29 aprile 1990, ha nominato il francescano Giorgio Bertin amministratore apostolico sede vacante et ad nutum Sanctae Sedis della diocesi di Mogadiscio, incarico che ha conservato anche dopo la nomina a vescovo di Gibuti il 13 marzo 2001.

## Genealogia episcopale
La genealogia episcopale è:
- Cardinale Scipione Rebiba
- Cardinale Giulio Antonio Santori
- Cardinale Girolamo Bernerio, O.P.
- Arcivescovo Galeazzo Sanvitale
- Cardinale Ludovico Ludovisi
- Cardinale Luigi Caetani
- Cardinale Ulderico Carpegna
- Cardinale Paluzzo Paluzzi Altieri degli Albertoni
- Papa Benedetto XIII
- Papa Benedetto XIV
- Papa Clemente XIII
- Cardinale Marcantonio Colonna
- Cardinale Giacinto Sigismondo Gerdil, B.
- Cardinale Giulio Maria della Somaglia
- Cardinale Carlo Odescalchi, S.I.
- Cardinale Costantino Patrizi Naro
- Cardinale Lucido Maria Parocchi
- Papa Pio X
- Papa Benedetto XV
- Papa Pio XII
- Cardinale Eugène Tisserant
- Papa Paolo VI
- Cardinale Giovanni Colombo
- Vescovo Pietro Salvatore Colombo, O.F.M.